# Горончарово (Гдовский район)
Горончарово — деревня в Гдовском районе Псковской области России. Входит в состав Чернёвской волости.
Расположена в 9 км к юго-востоку от волостного центра Чернёво и в 35 км к юго-востоку от Гдова.

## Население
Численность населения деревни на 2000 год составляла 26 человек